# Elen
Elen ili Lenda(mađ. Ellend) je selo u južnoj Mađarskoj.
Zauzima površinu od 7,99 km četvornih.

## Zemljopisni položaj
Nalazi se na 46° 3' sjeverne zemljopisne širine i 18° 23' istočne zemljopisne dužine. Berkuš je 3 km istočno, Bogadin je 4 km sjeverozapadno, Rumenja je 2,5 km sjeverozapadno, Kozar je 3,5 km zapadno, Šaroš je 1,5 km jugozapadno, Ašađ je 2 km južno, Katolj je 4,5 km istočno, Prekad je 2,5 km sjeverno, a od istočnih pečuških predgrađa se nalazi 6 km jugoistočno.

## Upravna organizacija
Upravno pripada Pečuškoj mikroregiji u Baranjskoj županiji. Poštanski broj je 7744.

## Stanovništvo
Elen (Lenda) ima 230 stanovnika (2001.).

## Vanjske poveznice
- (mađ.) Ellend Önkormányzatának honlapja
- Elen na fallingrain.com